# Чулпан (Пачелмський район)
Чулпа́н (рос. Чулпан) — селище у складі Пачелмського району Пензенської області, Росія.
Населення — 11 осіб (2010; 55 у 2002).
Національний склад станом на 2002 рік:
- татари — 85 %